# Justin.tv
Justin.tv，于2007年3月建立，創辦人為簡彥豪。總部位于美國加利福尼亞州舊金山。它是一個可即時聊天的個人線上音樂與影音串流平台。
2011年6月，分割出聚焦於電子遊戲直播的網站「Twitch」。2014年2月，Twitch.tv與Justin.Tv的母公司改名為「Twitch Interactive」。同年8月5日，Justin.tv終止服務。

## 外部連結
- Justin.tv官方網站（页面存档备份，存于）